# Игнатий (Брянчанинов)
Епи́скоп Игна́тий (в миру Дми́трий Алекса́ндрович Брянчани́нов; 5 [17] февраля 1807, село Покровское, Грязовецкий уезд, Вологодская губерния — 30 апреля [12 мая] 1867, Николо-Бабаевский монастырь, Костромской уезд, Костромская губерния) — епископ Русской православной церкви. Богослов и проповедник.
Прославлен Русской православной церковью в лике святителей на Поместном соборе 1988 года.
Память — 30 апреля (13 мая).

## Биография
Родился 5 (17) февраля 1807 года в селе Покровское Грязовецкого уезда Вологодской губернии (сейчас входит в Юровское муниципальное образование Грязовецкого района Вологодской области); принадлежал к старинной дворянской фамилии Брянчаниновых.

### Военная карьера
В 1822 году по настоянию отца Дмитрий поступил юнкером в Военное инженерное училище (Санкт-Петербург). В годы учения он познакомился с монахами Валаамского подворья и Александро-Невской лавры. Определяющей в принятом решении была встреча в Александро-Невской лавре с приехавшим в 1826 году в Санкт-Петербург иеромонахом Леонидом, будущим оптинским старцем:47. После этой встречи Дмитрий сообщил своему другу М. В. Чихачёву о принятии решения об отставке и поиске спасения в уединении. В том же 1826 году после окончания с отличием инженерного училища Дмитрий подал прошение об отставке. Однако его отверг император Николай I. Кроме того, весной 1826 года Дмитрий заболел туберкулёзом в тяжёлой форме, но, несмотря на неблагоприятные прогнозы врачей, сумел выздороветь. В январе 1827 года великий князь Михаил Павлович сообщил Дмитрию о предложении императора вместо отставки избрать перевод в любой гвардейский полк в южных губерниях России, ибо они благоприятны для здоровья. Однако Дмитрий отказался от высочайшей милости и был направлен в инженерную команду крепости Динабург. 6 ноября 1827 года, вопреки воле родителей, он, имея чин инженер-поручика, вышел в отставку по состоянию здоровья. Уже в то время Дмитрий намеревался поступить в монастырь. На принятие окончательного решения Дмитрия большое влияние имел иеромонах Лев (Наголкин), переписку с которым он поддерживал.

### Послушничество
В возрасте двадцати лет поступил послушником в Александро-Свирский монастырь — под духовное руководство отца Леонида. Спустя год последовал за своим руководителем вместе с другими его учениками в Площанскую пустынь. Своё духовное состояние в это время Дмитрий Брянчанинов позже отразил в миниатюрах «Древо зимою пред окнами келлии» и «Сад во время зимы». В это время некоторые поступки его учителя стали казаться ему несоответствующими учению святых отцов, не все недоумения мог разрешить отец Леонид:60.
Когда в апреле 1829 года отец Леонид с учениками отправился в Оптину пустынь, Дмитрий Брянчанинов и его друг Михаил Чихачёв направили свой путь через Свенский монастырь к Белобережской пустыни, где встретились с делателем умной молитвы иеросхимонахом Афанасием, учеником преподобного Паисия Величковского. Отсюда они отправились в Оптину пустынь, где пробыли недолго: в конце 1829 года Брянчанинов с другом оказались под кровом родительского дома, в Покровском.
Конец 1830 — начало 1831 года Дмитрий Брянчанинов провёл в Семигородней Успенской пустыни, где создал «Плач инока», о котором его современник сказал: «Едва ли кто поверит, что эта книга написана почти несовершеннолетним юношей»:90.

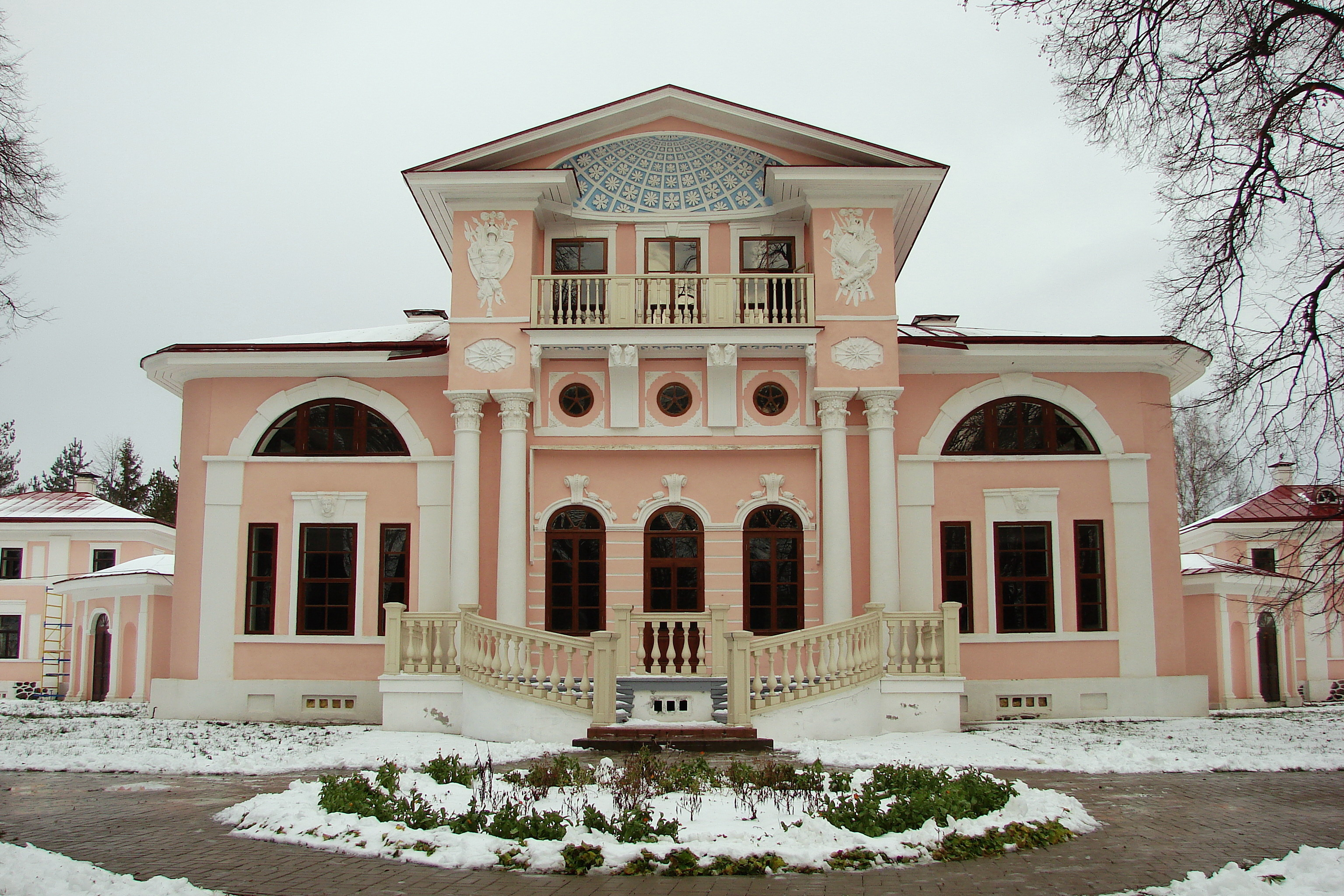
Усадьба Брянчаниновых в селе Покровском

### Монашеский постриг
28 июня 1831 года епископом Вологодским Стефаном Брянчанинов был пострижен в монашество с именем Игнатий в честь священномученика Игнатия Богоносца; 5 июля был рукоположён в иеродиакона, а 20 июля — в иеромонаха.

### Настоятель монастырей
В самом конце 1831 года был определён настоятелем Пельшемского Лопотова монастыря (на Вологодчине). 28 мая 1833 года был возведён в сан игумена.
В ноябре 1833 года император Николай I поручил игумену Игнатию управление пришедшей в запустение Троице-Сергиевой пустынью под Петербургом (Стрельна), где тот начал страдать от болезни, усугубляемой завистью и клеветой. 1 января 1834 года в Казанском соборе игумен Игнатий был возведён в сан архимандрита, а 1838 году  получил звание благочинного всех монастырей Петербургской епархии. Здесь был образован хор, советы которому давал Михаил Глинка. В 1839 году определён настоятелем Тихоновского Дымского монастыря. Для Коневского монастыря при его помощи были выполнены следующие работы: выстроена новая прочная гавань; построены доходные соймы и большие рыбацкие лодки, двухэтажная деревянная гостиница с мезонином, хозяйственные постройки, дома для рыбаков; увеличен размер рыбной ловли, хлебопашенной и сенокосной земли; выполнена Фёдором Верховцевым новая рака над местом захоронения преподобного Арсения; перестроена северо-восточная башня монастыря и обращена под храм преподобному, который был освящён будущим епископом 21 августа 1849 года. Весной 1847 года после приступа ревматизма 40-летний архимандрит Игнатий подал прошение об увольнении на покой в Николо-Бабаевский монастырь. Ему был разрешён лишь отпуск на 11 месяцев, который он и провёл в этом монастыре. Здесь он написал несколько очерков, а в 1848 году возвратился в Троице-Сергиеву пустынь.
В 1847 году впервые появились в печати его литературные произведения: в журнале «Библиотека для чтения» были опубликованы статьи «Валаамский монастырь» (1847. — Т. 82. — С. 66—90) с подписью «И. И. И.» и «Воспоминание о Бородинском монастыре» (Т. 85. — С. 121—122.) с подписью «И».

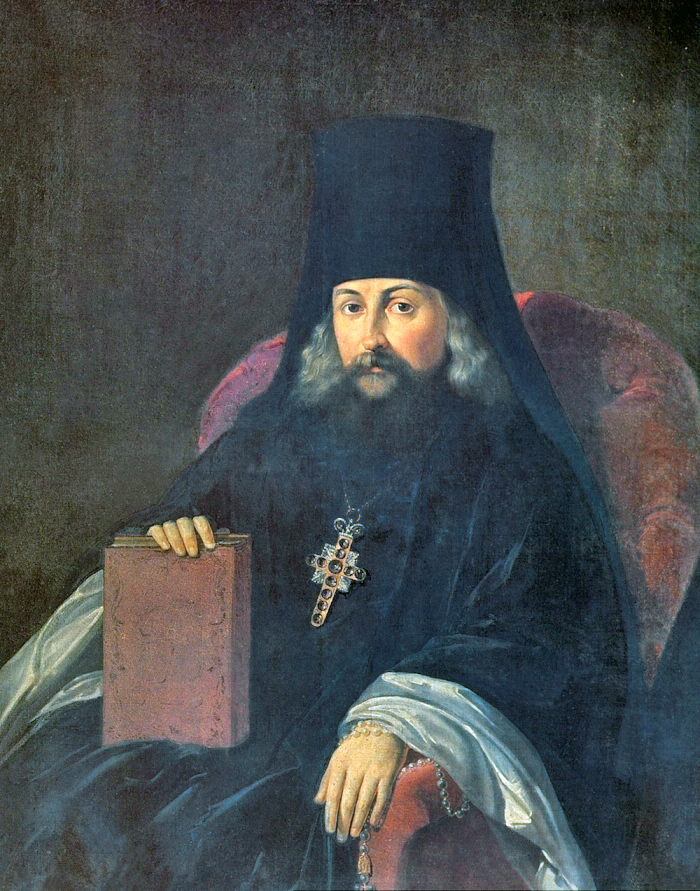
Игнатий Брянчанинов

21 апреля 1851 года архимандрит Игнатий был награждён орденом Святого Владимира 3-й степени:199.
В годы Крымской войны имел переписку с Николаем Муравьёвым-Карским, в которой называл англичан «врагами человечества».

### Епископство
27 октября 1857 года в петербургском Казанском соборе был хиротонисан во епископа Кавказского и Черноморского; 4 января 1858 года прибыл в Ставрополь.
Вслед за пленением имама Шамиля в 1859 году началось покорение Западного Кавказа. Недовольные этим горцы переселялись в пределы Турции. В местах их жительства селились десятки новых казачьих станиц, каждая из которых испытывала нужду в храме Божием и священнике. В 1860 году были образованы Терское и Кубанское казачьи войска, а правое и левое крылья Кавказской линии стали именоваться соответственно областями войска Кубанского и войска Терского. Новое территориальное устроение также вносило коррективы и в структуру церковного управления. Обустройство епархии потребовало больших трудов, у архиерея не было своего дома, половина населения епархии (линейные казаки) была выведена из ведения епископа, Святейший Синод не выделял необходимых средств, значительная часть старообрядцев, число которых было значительно, проявляло враждебность по отношению к епископу.
Активным помощником стал его брат П. А. Брянчанинов (1809—1891), занимавший должность ставропольского вице-губернатора. За четыре года управления епархией святителю удалось наладить её жизнь. В 1860 году в письмах Н. Н. Муравьеву-Карскому епископ Игнатий жаловался на золотуху и потерю десятка зубов.
Управление епархией не отвлекло его от иноческого делания: он продолжал внимательно изучать монашество как науку жизни, ведущую к христианскому совершенству. Здесь он написал книгу «Приношение современному монашеству», составившую 4-й том его творений, изданных в 1867 году. Здесь написаны: «О различных состояниях естества человеческого по отношению к добру и злу», «О чувственном и духовном видении духов», «О спасении и христианском совершенстве», «Учение Православной Церкви о Божией Матери» (написано в связи со введённым в католицизме догматом о Непорочном зачатии Богородицы).
За заслуги перед Отечеством архимандрит Игнатий был награждён орденом Святой Анны 1-й степени.

### Последние годы жизни
Болезнь заставила просить епископа Игнатия об увольнении на покой. В 1861 году прошение было удовлетворено, и 13 октября 1861 года он переехал в Николо-Бабаевский монастырь Костромской епархии, где вёл уединённую молитвенную жизнь. В это время были созданы и изданы многие известные сочинения: «Слово о смерти» (1862), «Отечник» (издан после смерти святителя — в 1870 году); как и раньше, он продолжал переписку с духовными детьми. Здесь в усиленное занятие пересмотром, исправлением, приведением в одно целое всех статей, написанных ранее, епископа Игнатия ввёл книгопродавец и издатель Иван Глазунов. Первые два тома сочинений под названием «Аскетические опыты» были изданы в 1865 году:515.
16 апреля 1867 года в день Пасхи он отслужил свою последнюю литургию; 21 апреля были получены только что вышедшие из печати 3-й и 4-й тома его сочинений; 30 апреля 1867 года в праздник жён-мироносиц епископ скончался.
Игнатий Брянчанинов причислен к лику святых 6 июня 1988 года. Перед канонизацией, 26 мая 1988 года, его мощи были торжественно перенесены в Свято-Введенский Толгский монастырь в Ярославле.

## Богословие

### Эсхатология
Игнатий в 29-м письме Н. Н. Муравьеву-Карскому предрекал, что России «предназначено огромное значение», что она «будет преобладать над вселенной», при этом он ссылался на 38-ю главу книги Иезекииля (см. Рош (Библия)) и 20-ю главу Апокалипсиса.

### Учение о духовной прелести
Игнатий разработал учение о «прелести», когда бесы, принимая образ святых, приходят к подвижникам и начинают льстить их самолюбию и очаровывают различными видениями. Иных прельщённых, по мысли Игнатия, надлежало передавать в дома умалишённых. При этом прелесть, в отличие от одержимости, опирается на согласие прельщаемого. Прелесть нередко сопровождается чувствами благоухания, света и сладости во рту, но есть и чисто умственная прелесть, именуемая «мнением». Терезу Авильскую и Франциска Ассизского он называл «западными сумасшедшими», коих «их еретическая Церковь выдает за святых». Среди грехов своего времени он особенно выделял «парадерство» (человекоугодие).

### Ангелология
В учении об ангелах Игнатий утверждает, что они — сотворенные существа, а значит, ограничены в пространстве и времени. Он полагал, что ангелы подобны людям, однако тела имеют «газообразные». Перечисляются имена семерых архангелов: Михаил («Вождь Небесного Воинства»), Гавриил, Рафаил, Салафиил, Уриил, Иегудиил и Варахиил. Вслед за Дионисием Ареопагитом Игнатий признает девять чинов ангельских. Первую иерархию составляют «шестокрылые» Серафимы, «многоочитые» Херувимы и Престолы; вторую — «Господствия, Силы и Власти»; третью — Начала, Архангелы и Ангелы.
«Падшие ангелы» (они же демоны и бесы) обитают в «поднебесной» или «воздухе», «пространстве между небом и землёй», в «лазуревой бездне». Демонов он описывал в виде «муринов» или «безобразных эфиопов». Ад как место мучений грешников он помещал «во внутренности земли», отмечая тартар в качестве холодного отделения ада. Не отрицал Игнатий и мытарства: «Учение о мытарствах есть учение Церкви».

### Апологетика
Игнатий критиковал «лютеранизм» за сохранение филиокве, отказ от идеи пресуществления хлебов на престоле, отказ от епископской преемственности, добрых дел, иконопочитания, почитания Богородицы и святых, редукцию таинств к двум.
В числе основных ересей Игнатий называет арианство («отречение от Христа»), несторианство («отвержение вочеловечения Бога Слова»), монофелитов («отвергают и искупление человечества страданиями и смертью Господа»), иконоборцев («косвенно отвергают пришествие Сына Божия в плоти человеческой»), папистов («Папа есть идол папистов») и протестантов («они отвергли все таинства»).

### Экклезиология
Церковь Игнатий именует «кафолической», «восточно-кафолической» или «кафолической апостольской». Также он противопоставлял Церковь торжествующую Церкви воинственной, а Новозаветную Церковь — Ветхозаветной.

### Иудеи
В проповедях Игнатия Брянчанинова содержится традиционное для христианского богословия осуждение иудеев, не принявших Иисуса как Мессию: «Отвергши Мессию, совершивши богоубийство, они окончательно разрушили завет с Богом. За ужасное преступление они несут ужасную казнь. Они несут казнь в течение двух тысячелетий и упорно пребывают в непримиримой вражде к Богочеловеку. Этою враждою поддерживается и печатлеется их отвержение». Но Брянчанинов здесь же замечает: «Причины этого ослепления, ожесточения, упорства достойны тщательного исследования… Поведение иудеев относительно Искупителя, принадлежа этому народу, несомненно принадлежит и всему человечеству».

## Влияние на искусство

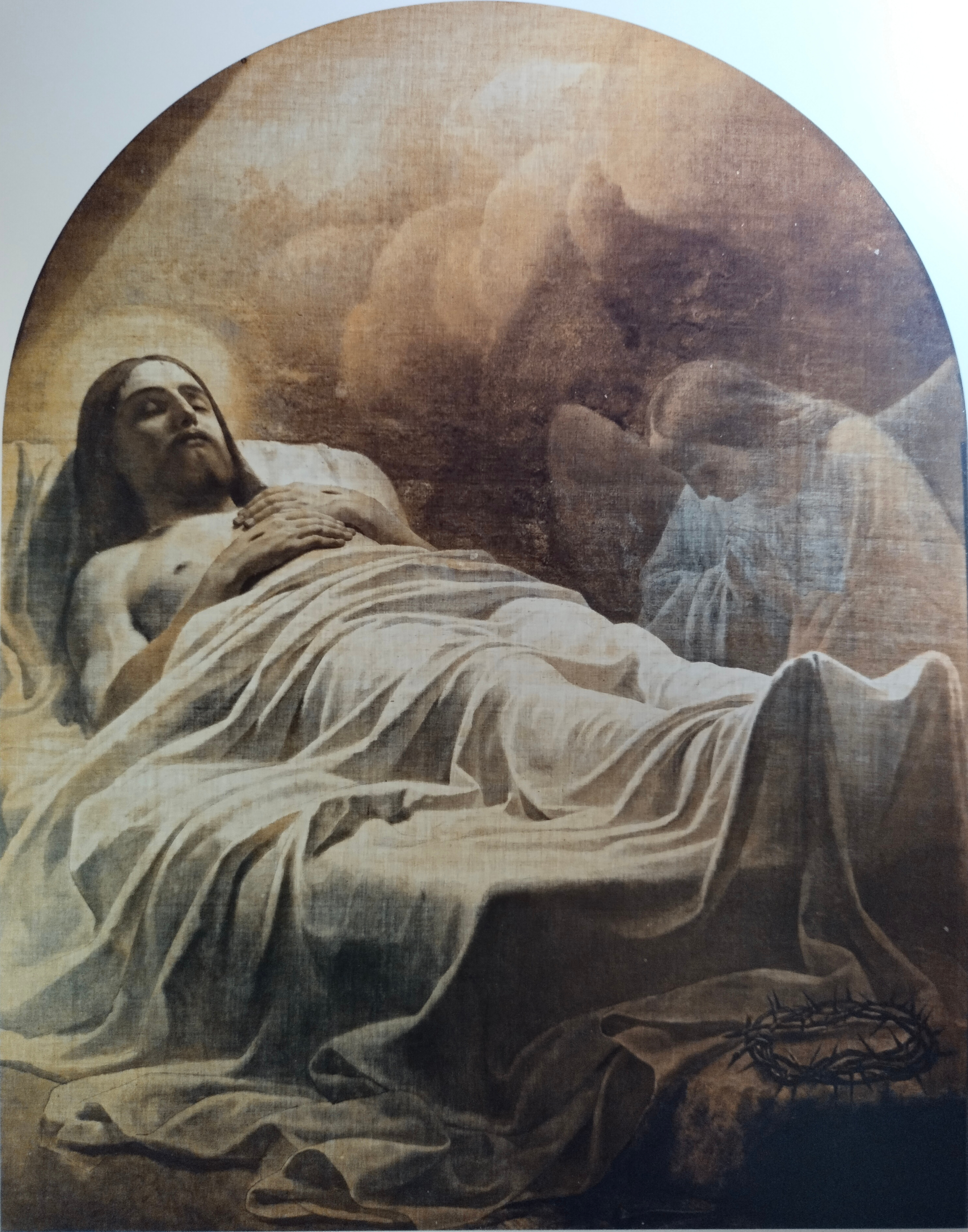
Карл Брюллов. Христос во гробе

Российский искусствовед Григорий Голдовский утверждал, что картина Карла Брюллова «Христос во гробе» вдохновлена возникшим во время создания картины (1845—1846) общением художника с Игнатием Брянчаниновым. Тогда он был настоятелем Троице-Сергиевой пустыни на Петергофской дороге. Для одной из её церквей Брюллов написал икону «Троица». Некоторые исследователи даже считали, что архимандрит Игнатий считал возможным принятие художником монашеского пострига. Григорий Голдовский отвергал такое предположение и утверждал, что Брюллов воспринимал Брянчанинова как своего наставника и получил от него советы «о смысле красоты, творческой работы, созвучные собственному представлению, воплощённому ярко и последовательно в образе „Христа во гробе“»: «Ваши картины — это выражение сильно жаждущей души. Картина, которая бы решительно удовлетворила вас, должна быть картиной из вечности. Таково требование истинного вдохновения!», — приводил искусствовед слова святителя. По утверждению Григория Голдовского, «монументальный, трагический и гармоничный, завораживающий и взывающий к молитвенному обращению образ „Христа во гробе“» — «адекватный ответ на этот урок святителя Игнатия».
В произведении Николая Лескова «Инженеры-бессеребреники» (1887) святитель Игнатий Брянчанинов является одним из действующих лиц.

## Избранная библиография

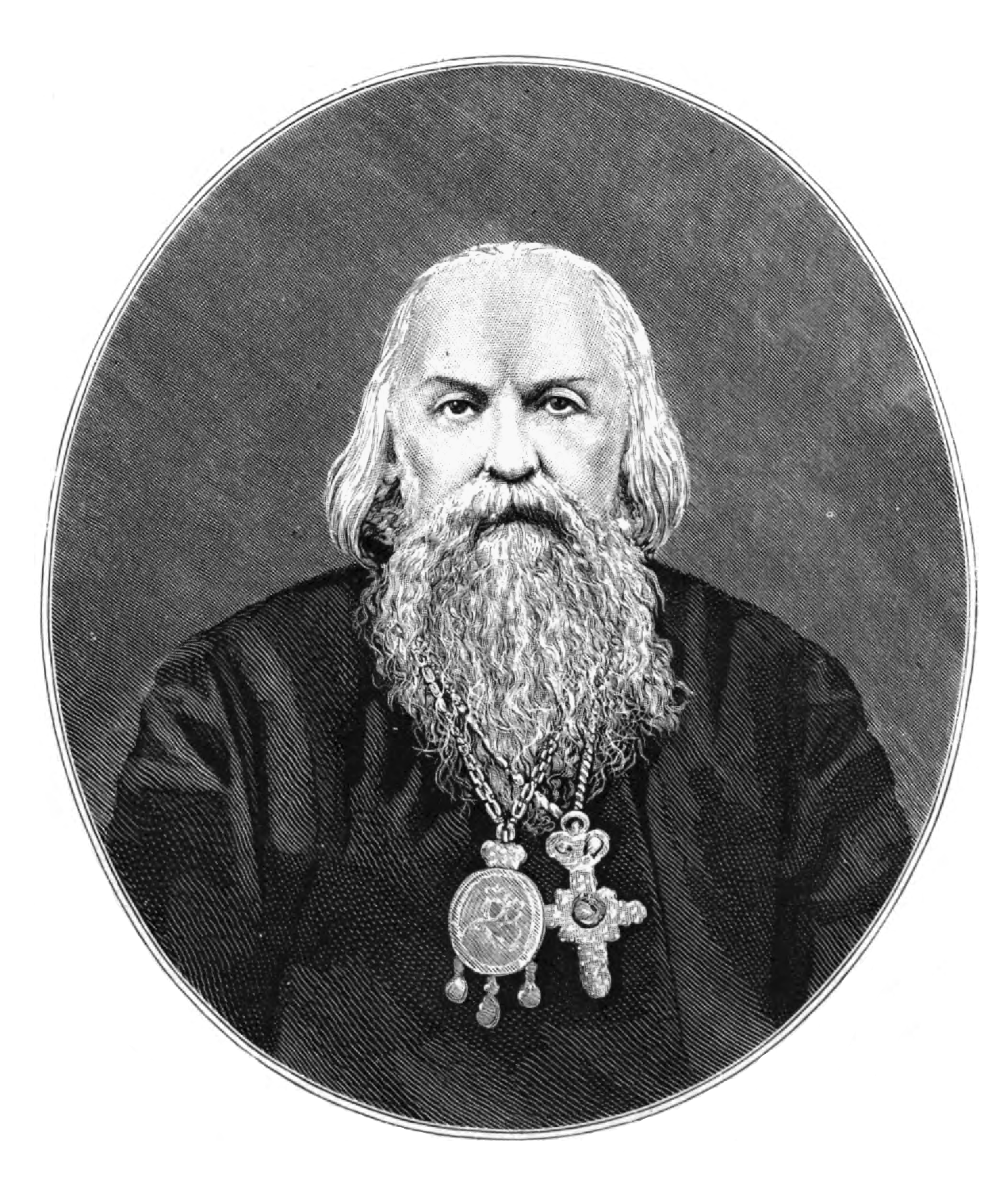
Портрет из 1-го тома «Аскетических опытов», 1886

- Валаамский монастырь [очерк]. — СПб., 1847, 1856.
- Чаша Христова. — СПб., 1862
- Слово о смерти, составленное Игнатием, бывшим епископом Кавказским и Черноморским, ныне пребывающим на покое в Николаевском Бабаевском общежительном монастыре, Костромской епархии. — СПб., 1862
- Слово о спасении и о христианском совершенстве, составленное Игнатием, епископом, бывшим Кавказским и Черноморским, ныне жительствующем на покое в Николо-Бабаевском монастыре, Костромской епархии. — СПб., 1863
- Поучения Игнатия епископа, бывшего Кавказского и Черноморского, ныне жительствующего на покое в Николо-Бабаевском монастыре, Костромской епархии. — СПб., 1863
- Слово о чувственном и о духовном видении духов и совещание души с умом. — СПб., 1863
- Прибавление к Слову о смерти: взгляд на мнение западных о духах, аде и рае, и особо доп. свидетельства (цитаты) о местонахождении ада и рая. — СПб., 1864
- Судьбы Божии: Предсмертное творение еп. Игнатия (Брянчанинова). — СПб., 1867
- О молитве Иисусовой: Беседа между старцем и учеником его. — СПб., 1867
- О монашестве: разговор между православ. христианами, мирянином и монахом. — Ярославль, 1869
- Избранные изречения святых иноков и повести из жизни их, собранные епископом Игнатием: «Предисловие» к первому тому аскет. опытов. — СПб., 1870
- О чудесах и знамениях: из соч. еп. Игнатия (Брянчанинова). — Ярославль, 1870
- Плач инока о брате его, впадшем в искушение греховное: Соч. другом для друга и для брата братом, к взаим. пользе и сочинителя и читателя. — Ярославль, 1870
- Три статьи, не бывшие в печати, епископа Игнатия (Брянчанинова). — Ярославль, 1870
- Отечник (Избранныя изречения святых иноков и повести из жизни их). — Ярославль, 1870; Санкт-Петербург, 1891
- О кончине мира: три поучения из соч. еп. Игнатия (Брянчанинова). — Ярославль, 1870, 1882, 1891, 1899
- Письма Игнатия Брянчанинова, епископа Кавказского и Черноморского, к Антонию Бочкову, игумену Череменецкому. — М., 1875
- Приготовление к таинствам исповеди и святого причастия. Из соч. еп. Игнатия (Брянчанинова). — СПб., 1883, 1900
- Сочинения Епископа Игнатия (Брянчанинова). — Т. 1—3. Аскетические опыты. — СПб., 1886: Т. 1, Т. 2, Т. 3, Т. 4. Аскетическая проповедь и письма к мирянам, СПб., 1886. Т. 5. Приношение современному монашеству, СПб., 1886 (Викисклад)
- О волхвах и волхвованиях древних и новых. — СПб., 1887
- Правила наружного поведения для новоначальных иноков. — СПб., 1894, 1903
- О терпении скорбей, учение святых отцов. Собр. еп. Игнатием Брянчаниновым. — СПб., 1904
- Поучение в неделю о самарянине. — Сергиев Посад, 1914

Собрание его писем были составлены игуменом Марком (Лозинским)

## Цитаты
- «Сила покаяния основана на силе Божией: Врач всемогущ, и врачевство, подаваемое Им, всемогуще»[22].
- «Одна, одна исповедь искренняя и частая может освободить от греховных навыков, соделать покаяние плодоносным, исправление прочным и истинным»[23].
- «Если ты думаешь, что любишь Бога, а в сердце твоем живёт неприятное расположение хотя к одному человеку: то ты — в горестном самообольщении»[24].
- «Братия! Не проводите жизни вашей в пустых занятиях, не промотайте жизни земной, краткой, данной нам для приобретений вечных. Она пробежит, промчится и не возвратится; потеря её — невознаградима; проводящие её в суетах и играниях лишают сами себя блаженной вечности, уготованной нам Богом».
- «Смирение не видит себя смиренным. Напротив того, оно видит в себе множество гордости. Оно заботится о том, чтоб отыскать все её ветви; отыскивая их, усматривает, что и ещё надо искать очень много».
- «Тотчас по вкушению плода запрещённого праотцы почувствовали вечную смерть; во взорах их явилось ощущение плотское; они увидели, что они наги. В познании наготы тела отразилось обнажение души, потерявшей красоту непорочности, на которой почивал Дух Святый. Действует в глазах плотское ощущение, а в душе стыд, в котором совокупление всех греховных и всех постыдных ощущений: и гордости, и нечистоты, и печали, и уныния, и отчаяния. Великая язва — смерть душевная; неисправима ветхость, происшедшая после потери Божественного подобия!»
- «Извергни грех, вступи во вражду со грехом искреннею исповедью греха. Это врачевание должно предварять все прочие; без него врачевание молитвою, слезами, постом и всеми другими средствами будет недостаточным, неудовлетворительным, непрочным. Поди, горделивый, к духовному отцу твоему, у ног его найди милосердие Отца Небесного!»
- «Учёность, предоставленная самой себе, есть самообольщение, есть бесовский обман, есть знание, преисполненное лжи и поставляющее в ложное отношение учёного и к себе и ко всему»[25].
- «Только христианин может стяжать правильное познание, доступное человеку, о человеке, о духах святых и отверженных, о мире, невидимом телесными очами. Из просвещения, доставляемого христианством, образуется то воззрение на учёность человеческую, которое имеет на неё Бог»[26].

## Семья
- Отец — Александр Семёнович Брянчанинов (07.05.1784—19.04.1875).
- Мать — София Афанасьевна Брянчанинова (1786—25.07.1832).

До него в семье родилось двое детей, умерших на первых днях младенчества. После Дмитрия родились:
- Александра (1808—18.05.1858), в замужестве Жандр;
- Пётр (1809—25.06.1891), самый близкий по духу старшему брату;
- Софья (1810—21.12.1833), в замужестве Боборыкина, умерла во время родов;
- Михаил (23.08.1811—17.01.1887), в конце жизни — монах Оптиной пустыни, Павел;
- Елизавета (род. в 1813 г.), в замужестве Паренсова;
- Александр (01.05.1814—07.04.1835), перед смертью пострижен в монахи старшим братом;
- Семён (03.12.1815—07.12.1863) и Мария (род. в 1817 г.), в замужестве Купреянова[27].

## Память
Сквер святителя Игнатия Брянчанинова в Пятигорске.